# Korpus Specjalny
Korpus Specjalny (ros. Особый корпус) – związek operacyjny Armii Radzieckiej stacjonujący w latach 1955–1957 na Węgrzech. 
Korpus Specjalny został sformowany w miejsce pierwszej, istniejącej w latach 1945–1955 Centralnej Grupy Wojsk powołanej na mocy traktatów paryskich z 10 lutego 1947 jako wojska okupacyjne, która straciła podstawę prawnomiędzynarodową po wycofaniu się Związku Sowieckiego z Austrii w 1955. Z tych samych jednostek utworzono Korpus Specjalny, którego podstawą był Układ Warszawski z tego samego roku. 
Po wybuchu powstania węgierskiego w 1956 jednostek Korpusu Specjalnego użyto do jego stłumienia. Zostały one wtedy wzmocnione o oddziały sowieckie sprowadzone doraźnie z zachodniej Rumunii. Po stłumieniu powstania i umocnieniu władzy komunistycznej w 1957 roku ZSRR w miejsce Korpusu Specjalnego powołał Południową Grupę Wojsk (drugą formację tej nazwy). 